# Łubjanka (rejon buczański)
Łubjanka (ukr. Луб'янка) – wieś na Ukrainie, w obwodzie kijowskim, w rejonie buczańskim. W 2001 liczyła 1260 mieszkańców, spośród których 1166 wskazało jako ojczysty język ukraiński, 89 rosyjski, 1 rumuński, 2 białoruski, a 2 inny.